# Metro van Chongqing
De metro van Chongqing is een vorm van openbaar vervoer in de Chinese miljoenenstad Chongqing. De voorsteden meegerekend, telde de stad in 2007 zo'n acht miljoen inwoners. 
In 2005 opende de eerste lijn van de metro, een monorail. Voor dit weinig voorkomende spoorsysteem werd gekozen vanwege de geografie van de stad: het gebied kent grote hoogteverschillen doordat de Jialing en Yangtze diepe rivierdalen hebben gevormd. In juli 2011 werd de tweede lijn in gebruik genomen, aanvankelijk met proefritten. Het is een "gewone" metrolijn met zwaar materieel. De blauwe lijn heeft een lengte van 16 kilometer, en er is een verlenging gepland van 6 kilometer. In 2011 opende eveneens een derde lijn, een tweede monoraillijn, in 2012 een vierde lijn, een conventionele metro. De vijfde en zesde conventionele metrolijnen werden in 2017 geopend, een zevende en achtste in 2018. Voor de nabije toekomst staat de opening van nog nieuwe lijnen en uitbreiding van bestaande lijnen gepland, het stadsbestuur voorziet voor de verre toekomst nog een serie van uitbreidingen.  In 2009 vervoerde de metro 140 miljoen passagiers, ongeveer evenveel als de Brusselse metro, in 2012 was dit opgelopen tot 310 miljoen passagiers, in 2015 tot 630 miljoen, in 2017 tot 743 miljoen. De voorlopige piek op een dag (stand 04/2021) werd met 4.169.000 passagiers gehaald op 30 april 2021.
Het metrostation Hongtudi is het diepst gelegen metrostation van China en op het 102 meter diep gelegen metrostation Arsenalna van de metro van Kiev na het diepst gelegen metrostation van de wereld. De perrons van lijn 10 bevinden zich in dit station op een diepte van 94 meter. Aan diezelfde lijn 10 ligt ook het op een na diepste station van China, Liyuchi met een diepte van 76 meter.
De Nanjimen Yangtze River Bridge werd op 18 januari 2023 in gebruik genomen als onderdeel van de verlenging van lijn 10.  Het is een tuibrug die de Yangtze oversteekt om de districten Yuzhong en Nan'an in Chongqing met elkaar te verbinden. De Nanjimen Yangtze River Bridge ligt tussen de metrostations Houbao en Qixinggang. De totale lengte van de brug is 1.225 m. Met een hoofdoverspanning van 480 m is het de langste tuibrug met hoofdoverspanning ter wereld die alleen gebruikt wordt voor een metrolijn.

## Lijnen
| Lijn        | Eindbestemmingen                               | Geopend                   | Lengte  | Stations |
| ----------- | ---------------------------------------------- | ------------------------- | ------- | -------- |
| Loop (of 0) | luslijn                                        | 2018 - 2019 - 2021        | 51 km   | 32       |
| 1           | Chaotianmen - Bishan                           | 2011 - 2012 - 2014 - 2020 | 43,7 km | 25       |
| 2           | Jiaochangkou - Yudong                          | 2005 – 2006 - 2014        | 31,3 km | 25       |
| 3           | Yudong - Jiangbei Airport Jurenba - Bijin      | 2011 - 2012 - 2016        | 66,5 km | 45       |
| 4           | Min'an Ave - Huangling                         | 2018 - 2019 - 2022        | 50,7 km | 23       |
| 5           | The EXPO Garden - Dashiba Shiqiaopu - Tiaodeng | 2017 - 2018 2021          | 34,7 km | 22       |
| 6           | Chayuan - Beibei Lijia - Shaheba               | 2012 - 2012 - 2015 - 2020 | 85,6 km | 40       |
| 9           | Gaotanyan - Xingke Ave.                        | 2022                      | 32,3 km | 25       |
| 10          | Liyuchi - Wangjiazhuang                        | 2017                      | 33,4 km | 19       |
| Jiangtiao   | Tiaodeng - Shengquansi                         | 2022                      | 28,2 km | 7        |

### Geplande lijnen, lijnen in aanleg
| Lijn | Eindbestemmingen        | Geopend | Lengte  | Stations |
| ---- | ----------------------- | ------- | ------- | -------- |
| 5    | Dashiba - Shiqiaopu     | 2023    | 10 km   | 3        |
| 9    | Xingke Ave. - Huashigou | 2023    | 10,8 km | 5        |
| 10   | Lanhualu - Liyuchi      | 2023    | 11,3 km | 8        |

## Galerij

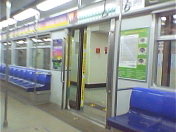
Interieur van een trein
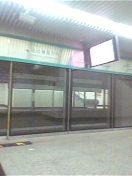
"Platform screen doors" in Jiaochangkou (lijn 2)
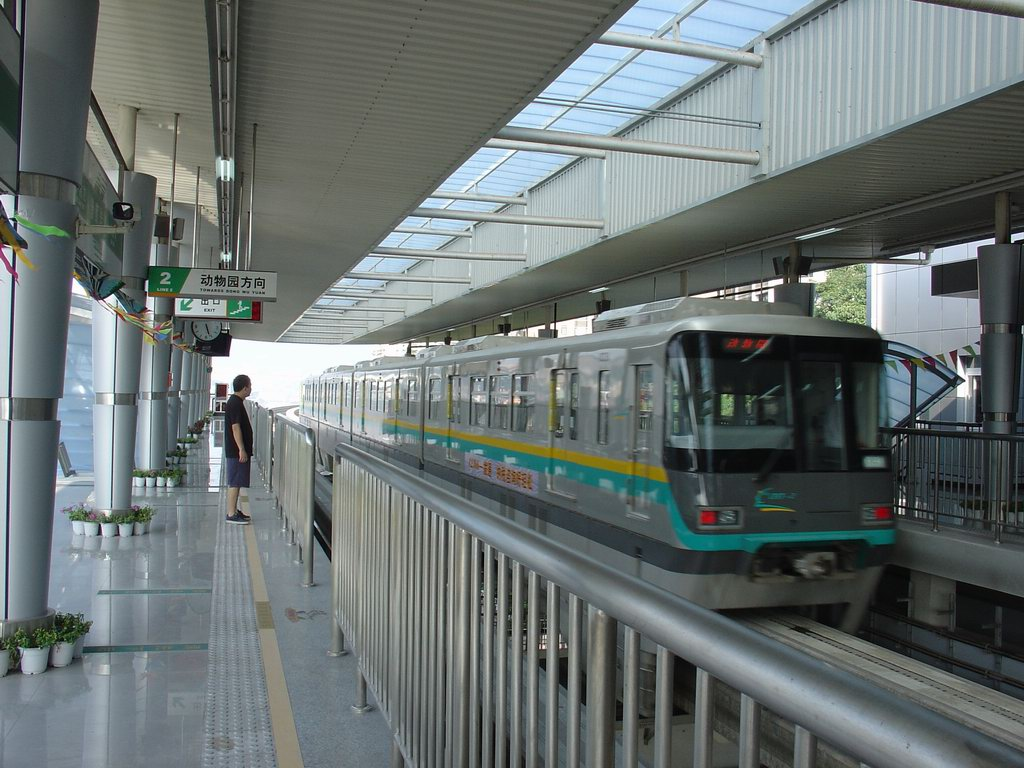
Een monorailtrein van Hitachi rijdt een station binnen
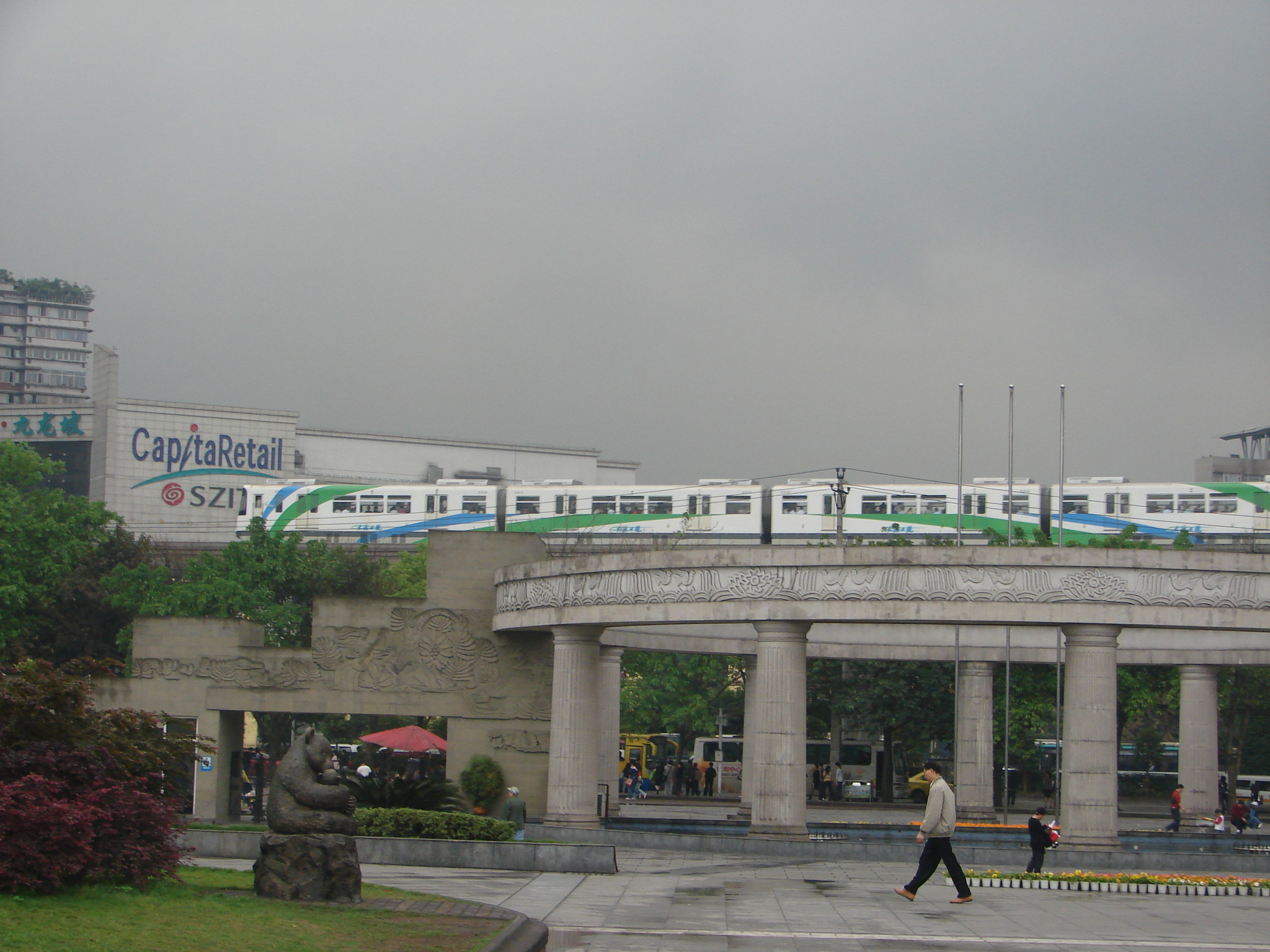
Stedelijke omgeving van Chongqing